# Leptotyphlops tanae
Espèce
Synonymes
- Myriopholis tanae (Broadley & Wallach, 2007)

Leptotyphlops tanae est une espèce de serpents de la famille des Leptotyphlopidae.

## Répartition
Cette espèce se rencontre jusqu'à 400 m d'altitude :
- dans le nord-est du Kenya ;
- dans le sud de l'Éthiopie ;
- dans le sud de la Somalie.

## Étymologie
Son nom d'espèce lui a été donné en référence à son lieu de découverte, le fleuve Tana.

## Publication originale
- Broadley & Wallach, 2007 : A revision of the genus Leptotyphlops in northeastern Africa and southwestern Arabia (Serpentes: Leptotyphlopidae). Zootaxa, no 1408, p. 1–78.